# 刘诚宇
刘诚宇（2006年7月2日—）是一名中国职业足球运动员，司职前锋。2025年時效力于中国足球超级联赛俱乐部上海申花。 

## 生平
刘诚宇來自江苏省盐城響水縣运河镇龚集社区。刘诚宇的父親刘发明來自响水县的农村，他和刘诚宇的母亲是中学同学，结婚后在镇上开一家鞋店。刘诚宇在响水县运河镇中心幼儿园就讀。因为在上海有亲戚，刘发明一家在上海宝山区南大路开了一家超市。刘诚宇也隨家人搬到上海，並在上海市江镇中学读书和踢球。 後來又轉到上海市静安区青少年业余体育学校學習。
刘诚宇也曾在江阴市业余体育学校初中部和江苏省江阴市第一中学体校部就讀。

## 俱樂部
他于2021年進入上海申花的青训系統。 2024赛季，他代表上海申花預備隊出场16次，攻入10球，并于2024年2月正式成為上海申花的球員。2024年11月在上海申花对阵中岸水手足球會的比赛中替补出场，這是他首次代表上海申花出场。

## 國家隊
2024年6月，在2024CFA中国之队“丝绸之路·华山杯”渭南国际足球邀请赛上，他梅开二度，帮助中國19歲以下國家足球隊奪冠。 刘诚宇又在2025年亞足聯U-20亞洲盃的比賽上進球。在2025年6月5日中國男足對陣印尼男足的比賽上，刘诚宇替補上場。